# Теменуга
Вижте пояснителната страница за други значения на Теменуга.
Теменуга (Viola) е род растения от семейство Теменугови. Състои се от около 400 – 500 вида, разпространени основно в умерения пояс на северното полукълбо. Могат да бъдат намерени също на Хаваите, в Австралазия и в Андите.
Повечето видове са многогодишни тревисти растения, има малко едногодишни, а няколко са дребни храсти. Имат асиметрични цветове с едно голямо долно, две странични и четири горни венчелистчета. При повечето видове цветът на вечелистчетата е лилав, но има сини, жълти, бели и шарени. Цъфтят основно през пролетта и лятото.

## Видове
Списък на част от видовете от род Теменуга с някои български имена :
- Viola acuminata
- Viola adunca
- Viola aetolica (етолийска теменуга)
- Viola affinis
- Viola alba (бяла теменуга)
- Viola allchariensis (алшарска теменужка) – македонски ендемит[4]
- Viola alpina
- Viola altaica
- Viola appalachiensis
- Viola arborescens
- Viola arsenica (арсенска теменужка) – македонски ендемит[4]
- Viola arvensis (полска теменуга)
- Viola bakeri
- Viola balcanica (старопланинска теменуга) – български ендемит[5]
- Viola banksii
- Viola beckwithii
- Viola bertolonii
- Viola bicolor
- Viola biflora (двуцветна теменуга)
- Viola blanda
- Viola brevistipulata
- Viola brittoniana
- Viola calaminaria
- Viola calcarata
- Viola californica
- Viola canadensis
- Viola canina (кучешка теменуга)
- Viola cazorlensis
- Viola cenisia
- Viola chaerophylloides
- Viola chamissoniana
- Viola charlestonensis
- Viola chinensis
- Viola collina
- Viola comollia
- Viola conspersa
- Viola cornuta
- Viola corsica
- Viola crassa
- Viola cucullata
- Viola cuneata
- Viola cunninghamii
- Viola dacica (дакийска теменуга)
- Viola declinata
- Viola delphinantha (дългошпореста теменуга) – балкански ендемит[5]
- Viola diffusa
- Viola dissecta
- Viola douglasii
- Viola dubyana
- Viola egglestonii
- Viola elatior
- Viola elegantula
- Viola epipsila
- Viola eugeniae
- Viola fimbriatula
- Viola flettii
- Viola frank-smithii
- Viola glabella
- Viola gracilis (стройна теменуга)
- Viola grisebachiana (гризебахова теменуга)
- Viola grypoceras
- Viola guadalupensis
- Viola guestphalica
- Viola hallii
- Viola hastata
- Viola hederacea
- Viola helenae
- Viola hirsutula
- Viola hirta (влакнеста теменуга)
- Viola hispida
- Viola howellii
- Viola incognita
- Viola japonica
- Viola jooi
- Viola kauaensis
- Viola keiskei
- Viola kitaibeliana (китайбелова теменуга)
- Viola kosaninii
- Viola labradorica
- Viola lactea
- Viola lanaiensis
- Viola lanceolata
- Viola langsdorfii
- Viola lithion
- Viola lobata
- Viola lovelliana
- Viola lutea
- Viola macloskeyi
- Viola mandschurica
- Viola maviensis
- Viola mirabilis
- Viola missouriensis
- Viola munbyana
- Viola nephrophylla
- Viola novae-angliae
- Viola nuttallii
- Viola oahuensis
- Viola obliqua
- Viola obtusa
- Viola ocellata
- Viola odorata (миризлива теменуга)
- Viola orbelica (рилска теменуга) – български ендемит[5]
- Viola orbiculata
- Viola orientalis
- Viola orphanidis
- Viola palmata
- Viola palustris (блатна теменуга)
- Viola patrinii
- Viola pedata
- Viola pedatifida
- Viola pedunculata
- Viola perinensis (пиринска теменуга) – балкански ендемит[5]
- Viola persicifolia (прасковолистна теменуга)
- Viola pinetorum
- Viola pinnata
- Viola praemorsa
- Viola primulifolia
- Viola prionantha
- Viola psychodes
- Viola pubescens
- Viola pumila (ниска теменуга)
- Viola purpurea
- Viola pyrenaica (пиренейска теменуга)
- Viola rafinesquii
- Viola reichanbachiana (райхенбахова теменуга)
- Viola renifolia
- Viola rhodopeia (родопска теменуга) – български ендемит[5]
- Viola riviniana (горска теменуга, наричана в някои райони на България виолетка)
- Viola rostrata
- Viola rotundifolia
- Viola rupestris
- Viola sagittata
- Viola selkirkii
- Viola sempervirens
- Viola septemloba
- Viola septentrionalis
- Viola sheltonii
- Viola sororia
- Viola speciosa (прекрасна теменуга) – балкански ендемит[5]
- Viola stojanowii (стоянова теменуга)
- Viola striata
- Viola suavis (приятна теменуга)
- Viola subsinuata
- Viola tokubuchiana
- Viola tomentosa
- Viola tricolor (трицветна теменуга, шарена теменуга, мушанка)
- Viola triloba
- Viola trinervata
- Viola tripartita
- Viola uliginosa
- Viola umbraticola
- Viola utahensis
- Viola vaginata
- Viola valderia
- Viola vallicola
- Viola variegata
- Viola verecunda
- Viola viarum
- Viola villosa
- Viola violacea
- Viola wailenalenae
- Viola walteri
- Viola wittrockiana (градска теменужка)
- Viola yesoensis

## Други
На теменугите са наречени улиците „Теменуга“ в квартал „Христо Смирненски“ (Карта) и „Симеоново“ (Карта), улица „Теменужка“ в квартал „Овча купел“ (Карта) и улица „Виолетка“ в квартал „Триъгълника-Надежда“ (Карта) в София.